# Tietjerksteradeel
Tietjerksteradeel (uitspraakⓘ; officieel, Fries: Tytsjerksteradiel [ti’tsjɛrkstəradi.əl], uitspraakⓘ) is een gemeente in de Nederlandse provincie Friesland. De gemeente telt 32.601 inwoners (1 januari 2024, CBS) en heeft een oppervlakte van 161,41 km².
De gemeente is gelegen op het Friese platteland, ten oosten van de provinciehoofdstad Leeuwarden. Sinds 1989 is de Friese naam van de gemeente de officiële; daarvoor was het Nederlandse Tietjerksteradeel de officiële naam. De hoofdplaats is Bergum.

## Kernen
Tietjerksteradeel telt zestien officiële kernen (dorpen). Sinds 1989 zijn de Friese plaatsnaamaanduidingen de officiële. De plaatsnaamborden van de dorpen zijn doorgaans tweetalig, waarbij de Nederlandse naam in een kleiner lettertype onder de Friese naam staat. De plaatsnaamborden van de buurtschappen zijn doorgaans eentalig Fries.

### Dorpen
| Nederlandse naam | Officiële (Friese) naam | Inwoners (1 januari 2023) |
| ---------------- | ----------------------- | ------------------------- |
| Bergum           | Burgum                  | 9.960                     |
| Hardegarijp      | Hurdegaryp              | 5.030                     |
| Noordbergum      | Noardburgum             | 2.290                     |
| Giekerk          | Gytsjerk                | 2.260                     |
| Oenkerk          | Oentsjerk               | 2.060                     |
| Garijp           | Garyp                   | 1.905                     |
| Tietjerk         | Tytsjerk                | 1.610                     |
| Oostermeer       | Eastermar               | 1.585                     |
| Suameer          | Sumar                   | 1.385                     |
| Eestrum          | Jistrum                 | 940                       |
| Rijperkerk       | Ryptsjerk               | 775                       |
| Oudkerk          | Aldtsjerk               | 665                       |
| Molenend         | Mûnein                  | 655                       |
| Suawoude         | Suwâld                  | 625                       |
| Eernewoude       | Earnewâld               | 410                       |
| Wijns            | Wyns                    | 250                       |

Bron: CBS
Overige officiële kernen:
- Bartlehiem (gedeeltelijk)

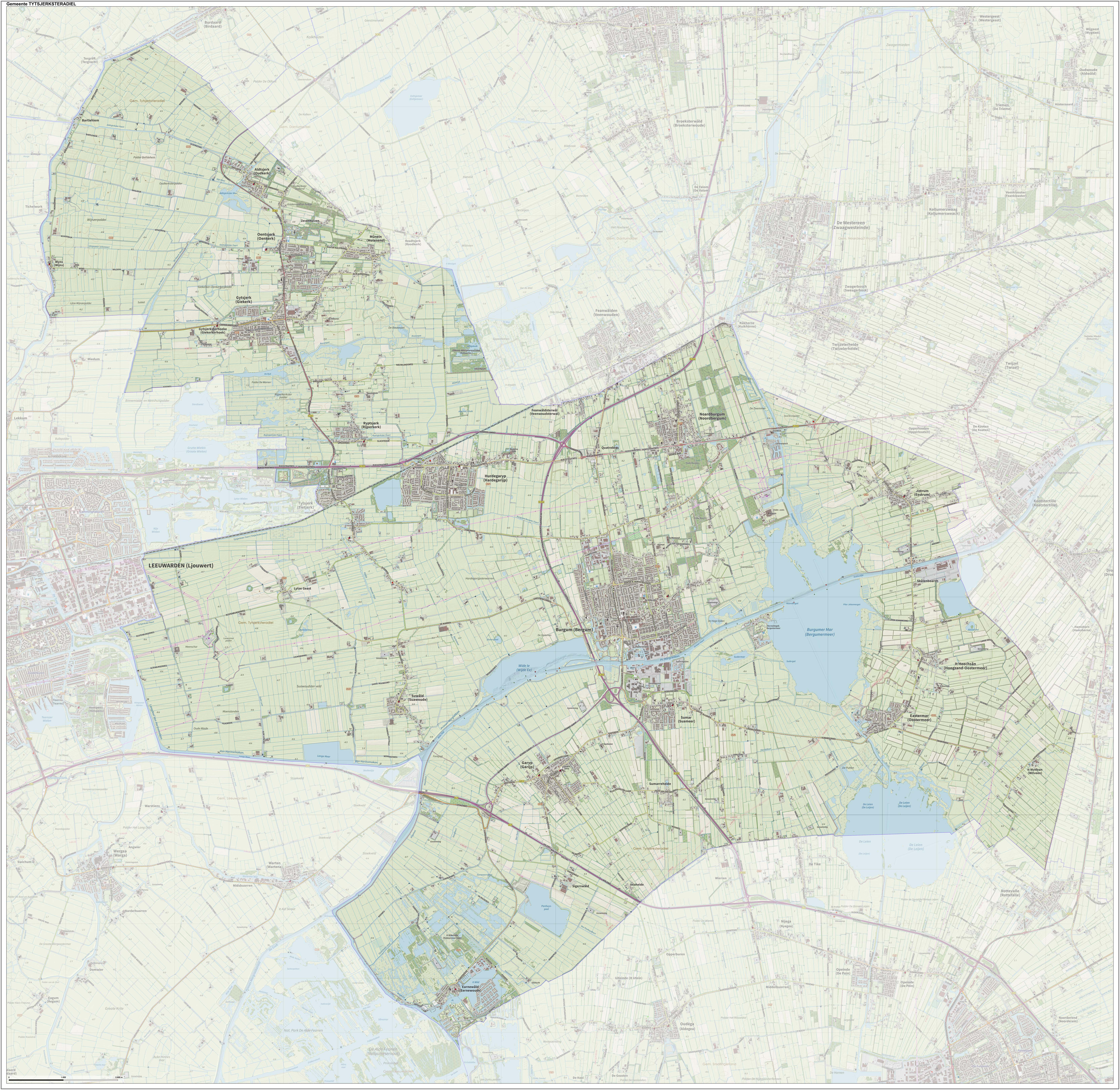
Topografische gemeentekaart van Tietjerksteradeel, september 2023

- Veenwoudsterwal (Feanwâldsterwâl) (gedeeltelijk)

### Buurtschappen
- De Joere
- Giekerkerhoek (Gytsjerksterhoeke)
- Hoogzand (It Heechsân)
- Iniaheide
- Kleinegeest (Lytse Geast)
- Kuikhorne (Kûkherne) (deels)
- Noordermeer (Noardermar)
- Quatrebras
- Schuilenburg (Skûlenboarch)
- Siegerswoude (Sigerswâld)
- Suameerderheide (Sumarreheide)
- Tergracht (Tergrêft) (deels)
- Witveen (It Wytfean)
- Zwartewegsend (Swarteweisein)
- Zevenhuizen (Sânhuzen)

## Politiek

### Gemeenteraad
De gemeenteraad van Tietjerksteradeel bestaat uit 23 zetels. Hieronder de behaalde zetels per partij bij de gemeenteraadsverkiezingen sinds 1998:
| Gemeenteraadszetels | Gemeenteraadszetels | Gemeenteraadszetels | Gemeenteraadszetels | Gemeenteraadszetels | Gemeenteraadszetels | Gemeenteraadszetels | Gemeenteraadszetels |
| Partij              | 1998                | 2002                | 2006                | 2010                | 2014                | 2018                | 2022                |
| ------------------- | ------------------- | ------------------- | ------------------- | ------------------- | ------------------- | ------------------- | ------------------- |
| FNP                 | 3                   | 3                   | 3                   | 5                   | 5                   | 5                   | 5                   |
| CDA                 | 8                   | 8                   | 7                   | 6                   | 6                   | 6                   | 5                   |
| BVNL                | 0                   | 0                   | 0                   | 0                   | 0                   | 0                   | 3                   |
| PvdA                | 5                   | 4                   | 7                   | 4                   | 4                   | 3                   | 3                   |
| VVD                 | 3                   | 3                   | 2                   | 3                   | 3                   | 3                   | 2                   |
| GroenLinks          | 1                   | 2                   | 2                   | 3                   | 2                   | 3                   | 2                   |
| ChristenUnie        | 1                   | 1                   | 1                   | 1                   | 2                   | 2                   | 2                   |
| D66                 | 2                   | 1                   | 0                   | 0                   | 0                   | 1                   | 1                   |
| Gemeentebelangen    | 2                   | 2                   | 1                   | 1                   | 1                   | 0                   | 0                   |
| Totaal              | 23                  | 23                  | 23                  | 23                  | 23                  | 23                  | 23                  |

### College van burgemeester en wethouders
Sinds 2022 zijn de wethouders:
- Tytsy Willemsma (FNP) – Financiën en belastingen, Organisatie en ontwikkeling, Beheer openbare ruimte, Afvalinzameling, Verkeer en vervoer, Recreatie en toerisme, Kultuer & Frysk, Europa en internationalisering (tevens locoburgemeester)
- Caroline de Pee (CDA) – Sociaal Domein, Sport en sûnens, Onderwijs, Economische zaken
- Berber van Zandbergen (Pvda/GL) – Ruimte, Duurzaamheid en transitievisie warmte, Milieu

## Monumenten
In de gemeente zijn er een aantal rijksmonumenten en oorlogsmonumenten, zie:
- Lijst van rijksmonumenten in Tietjerksteradeel
- Lijst van oorlogsmonumenten in Tietjerksteradeel

## Aangrenzende gemeenten
| Aangrenzende gemeenten | Aangrenzende gemeenten | Aangrenzende gemeenten | Aangrenzende gemeenten | Aangrenzende gemeenten |
| ---------------------- | ---------------------- | ---------------------- | ---------------------- | ---------------------- |
|                        |                        | Noardeast-Fryslân      |                        | Dantumadeel            |
|                        |                        |                        |                        |                        |
| Leeuwarden             | Achtkarspelen          |                        |                        |                        |
|                        |                        |                        |                        |                        |
|                        |                        | Smallingerland         |                        |                        |